# سیاست (ارسطو)

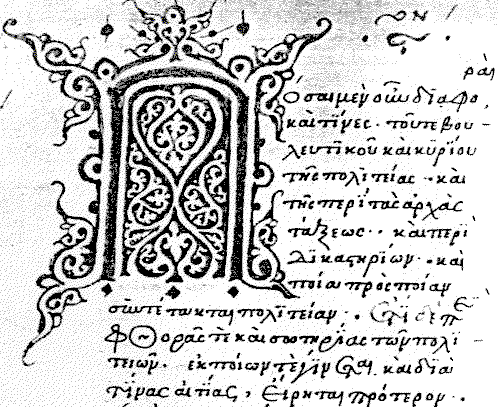
نسخه خطی یونانی

سیاست (به یونانی: Πολιτικά) نام کتابی از ارسطو است.

## درباره کتابسیاست
این کتاب را می‌توان در شش بخش شامل هشت کتاب در نظر گرفت. بخش اول شامل کتاب اول درباره خانواده بخش دوم شامل کتاب دوم درباره نظرات افلاطون و نقد حکومت‌های اسپارت و کرت و کارتاژ بخش سوم شامل کتاب سوم درباره قانون اساسی بخش چهارم شامل کتاب‌های چهارم و پنجم درباره دموکراسی جمهوری و علل انقلاب‌ها در حکومت‌ها بخش پنجم شامل کتاب ششم درباره روش تشکیل دموکراسی‌ها و پایداری آنها بخش ششم شامل کتاب‌های هفتم و هشتم درباره حکومت کمال مطلوب است.
در پیش گفتار کتاب سیاست اشاره به ناپیوستگی مطالب آن شده‌است. حمید عنایت این کتاب را مانند کتاب مثنوی معنوی مولانا دانسته چون ارسطو کتاب سیاست را از گفتارهای گوناگونی فراهم کرده و به نظر مترجم قصد او گردآوردن آنها در یک مجموعه نبوده‌است.
حمید عنایت در پیش گفتار کتاب سیاست اهمیت آن را در دو مورد می‌داند: یکی آن که روح فلسفه پیشرو زمان ارسطو را منعکس می‌کند و دیگر آن که سرچشمه اصلی اندیشه‌هایی است که تا پایان قرون وسطی بر فلسفه سیاسی غرب اثر گذاشت.

## نظرات ارسطو درباره انواع و اثرات سیاست
ارسطو اساس خانواده را طبق تقسیم بندی روابط مردم با هم قرار داده و قدرت را عامل اصلی این تقسیم بندی می‌داند. او خواسته را بخشی از خانواده می‌داند و هنر به دست آوردن خواسته دیگری در خانواده را تدبیر منزل می‌داند. ارسطو فرقی بین روابط قدرت در حکومت و خانواده نمی‌بیند. او هر دو را بر اساس روابط قدرت یکسان بررسی کرده‌است. او کسی را که در یک شهر از احترام و مناصب حکومت بی بهره باشد همچون بیگانه‌ای می‌داند که در آن سکونت اختیار کرده‌است. ارسطو داوری چند دادرس را که بر حکومت قانون متفق اند بهتر از داوری یک دادرس می‌داند. او بقای دموکراسی را به کثرت شهروندان وابسته می‌داند. او سعادت را در درست زیستن می‌داند. او کار را در زندگی فقط محدود به ارتباط با دیگران نمی‌داند. او تفکراتی را که برای نفس تفکر و به هدف درست زیستن صورت می‌گیرند نوعی کار به شمار می‌آورد. ارسطو کسانی را در زمره جمعیت کشور می‌داند که جزء گسست ناپذیر آن باشند و عظمت کشور را به فزونی شماره این گونه مردم وابسته می‌داند. ارسطو زیبایی را از بزرگی و شماره می‌داند و از نظر او آن کشوری را می‌توان کامل تر از کشورهای دیگر شمرد که عظمت را با شماره محدود و متعادل جمعیت توام داشته باشد و نیز اندازه یک کشور مانند اندازه چیزهای دیگر حدی دارد. هر چه بیش از اندازه بزرگ یا کوچک باشد اثر خود را از دست می‌دهد و در برخی موارد ماهیتش یکسره دگرگون می‌شود. او اداره جنگ را بر جمعیت زیاد مردم دشوار می‌داند. از نظر ارسطو قانونگذار باید در پی پروراندن افراد شریف باشد و راه رسیدن به این هدف را بجوید.